# Reilhaguet
Reilhaguet är en kommun i departementet Lot i regionen Occitanien i södra Frankrike. Kommunen ligger i kantonen Payrac som tillhör arrondissementet Gourdon. År 2022 hade Reilhaguet 151 invånare.

## Befolkningsutveckling
Antalet invånare i kommunen Reilhaguet
| Referens: INSEE |